# Tsien Tsuen-hsuin
Tsien Tsuen-hsuin (chinesisch 錢存訓, Pinyin Qián Cúnxùn, W.-G. Ch'ien² Ts'un²-hsün4; auch: T.H. Tsien; geb. 11. Januar 1910; gest. 9. April 2015) war ein chinesischer Sinologe und Bibliothekar, der auch als Professor of Chinese literature und Library science (Bibliothekswissenschaft) an der University of Chicago wirkte. Er war dort Kurator der East Asian Library von 1949 bis 1978. Er ist bekannt für seine Studien zur Geschichte des Chinesischen Buchhandwerks, Chinesische Bibliographie, Paläographie, sowie Wissenschaft und Technologie, speziell für die Geschichte des Papiers und des Drucks in China (s. Paper and Printing, Volume 5 Pt 1 in Joseph Needhams Science and Civilisation in China). Er riskierte sein Leben beim Schmuggeln von zehntausenden seltener Bücher aus dem Japanisch-besetzten China während des Zweiten Weltkrieges.

## Leben

### Jugend
Tsien wurde am 11. Januar 1910 geboren. Er stammte aus Taixian (dem heutigen Taizhou), Provinz Jiangsu, aus einer prominenten Familie, welche sich auf den König Qian Liu, den Gründer des Wuyue-Reiches zurückführte. Sein Vater Qian Weizhen (chinesisch 錢慰貞) war ein prominenter Gelehrter des Buddhismus und sein Urgroßvater Qian Guisen (chinesisch 錢桂森) ein Mitglied der Hanlin-Akademie.
Tsien begann seine Ausbildung 1916 bei einem Privat-Tutor und ging dann an die Taixian No. 2 Senior Elementary School. Als Schüler der Huaidong High School (heute Taizhou High School) engagierte er sich in der politischen Agitation. Nach seinem Abschluss im Jahr 1925 trat er der „Jugendgesellschaft“ () in Taizhou bei und gab deren Zeitschrift heraus. Aufgrund ihrer politischen Aktivitäten wurden Tsien und seine Kollegen Warlord Sun Chuanfang (孫傳芳; Sūn Chuánfāng) aus Jiangsu verhaftet. Seiner Familie gelang es, seine Freilassung zu erwirken, doch der Rektor der Huaidong High School wurde hingerichtet. Da er nicht in Taizhou bleiben konnte, zog er nach Nanking und kehrte nie mehr in seine Heimatstadt zurück. 1927 trat er in die Armee ein, um am Nordfeldzug zur Vereinigung Chinas unter der nationalistischen Regierung der Kuomintang teilzunehmen.

### Karriere
1928 ging Tsien an die University of Nanking und schloss 1932 sein Studium mit einem Abschluss in Geschichte und einem Nebenfach in Bibliothekswissenschaft ab. Anschließend ging er an die Universitätsbibliothek der Jiaotong-Universität Shanghai. Anschließend arbeitete er in der Zweigstelle der Nationalbibliothek in Nanjing. 1936 heiratete er Hsu Wen-chin (許文錦). Anfang 1937 versetzte ihn die Nationalbibliothek in die Zweigstelle Shanghai, um eine große Sammlung seltener Bücher und Manuskripte zu kuratieren, welche die Regierung 1931 dorthin geschickt hatte, als die japanische Armee in die Mandschurei einmarschiert war.
Der Krieg mit den USA führte 1941 dazu, dass diese Bücher und Manuskripte selbst in Shanghai nicht mehr sicher war. Tsien verpackte rund 30.000 davon für den Versand in die Vereinigten Staaten zur sicheren Aufbewahrung. Um der japanischen Beschlagnahmung zu entgehen, markierte er sie als neue Bücher und wartete mit dem Versand auf die Zeiten, wenn er wusste, dass ein freundlicher chinesischer Zollbeamter im Dienst war, woraufhin er kleine Paketet versandte. Später erinnerte er sich: „Hätten die japanischen Besatzungstruppen diese List entdeckt und ich wäre persönlich für diese Aufgabe verantwortlich gewesen, wäre ich höchstwahrscheinlich hingerichtet worden“ („had the Japanese occupying forces discovered this subterfuge, and that I had personally been responsible in this task, I would most likely have been executed“). Die Library of Congress fertigte Mikrofilmaufnahmen der Sammlung an um sie weithin zugänglich zu machen.
Nach dem Ende des Zweiten Weltkrieges wurde Tsien 1947 in die Vereinigten Staaten geschickt um die Repatriierung der Sammlung zu organisieren. Der Chinesische Bürgerkrieg verhinderte jedoch den Versand der Bücher und seine eigene Rückkehr nach China. Mitte der 1960er gaben die Vereinigten Staate die Bücher schließlich an Taiwan zurück, wohin sich die Regierung der Republik China nach ihrer Niederlage zurückgezogen hatte. Die Sammlung findet sich derzeit im Nationalen Palastmuseum in Taipeh.
Herrlee Glessner Creel, damals Professor für Chinesisch an der University of Chicago, lud „T.H.“, wie er seinen Freund nannte, ein, die ca. 100.000 chinesischen Bücher in der Kollektion zu katalogisieren, welche Creel aufgebaut hatte. Auf Creels Vorschlag hin schrieb sich Tsien an der Library School ein und wurde bald darauf Kurator der Far Eastern Library und Professorial Lecturer in Chineser Literatur im Department of Oriental Languages and Literature. Tsien erwarb einen Master und Doktor an der Library School. Außerdem erwarb er 1957 einen Ph.D. an der University of Chicago; seine Dissertation wurde 1962 von University of Chicago Press veröffentlicht unter dem Titel Written on Bamboo and Silk:The Beginnings of Chinese Books and Inscriptions.
Tsien war es besonders wichtig, Kooperationsbeziehungen zwischen China und anderen Ländern aufzubauen. Seine Masterarbeit „Western Impact on China Through Translation“ („Westlicher Einfluss auf China durch Übersetzung“) wurde 1954 als Artikel veröffentlicht, und die Schenkung von Büchern 1869 vom Kaiser von China in Beijing an die Library of Congress war Thema eines Artikels 1964. Seine Anliegen des wissenschaftlichen Austausch zwischen Ost und West führte dazu, dass er seine englischen Schriften ins Chinesische übersetzte und umgekehrt.
Eine andere wichtige Errungenschaft von Tsien war der Aufbau von chinesischen Sammlungen außerhalb Chinas und die Förderung der Bibliothekswissenschaft als Beruf. Viele chinesische Bibliothekare erhielte ihre Ausbildung unter seinem Beispiel und Anleitung, inklusive von einigen, die führende Positionen an der Harvard-Yenching Library, der Gest Library der Princeton University und der Library of Congress.
In seinen neunzigern half Tsien noch mit bei der Revision und beim Korrekturlesen für die zweite Ausgabe seines Buches Written on Bamboo and Silk, welche 2004 erschien, und er sorgte dafür, dass es ins Chinesische übersetzt wurde.
Tsien starb am 9. April 2015 in Chicago im Alter von 105 Jahren.

## Familie
Tsiens Frau, Wen-ching Hsu (chinesisch 许文锦, 1916–2008), war eine der frühesten Lehrerinnen für Chinesisch an der University of Chicago. Sie verstarb 2008. Das Ehepaar hatte drei Töchter, Ginger Tsien (1936–2008), Mary Tsien Dunkel und Gloria Tsien (geb. 1940). Tsiens Neffe, Xiaowen Qian, ist Assistant für den Kurator der East Asian Collection der University of Chicago.

## Ehrungen
Tsien erhielt die Auszeichnung eines Distinguished Alumni Award von der University of Chicago und von der Nanjing University. Die Chinesische Nationalbibliothek zeichnete ihn 1999 mit dem Distinguished Service Award aus. 2007 gründete die Nanjing University zu seinen Ehren die T. H. Tsien Library. Er spendete tausende seiner eigenen Bücher für die Bibliothek.

## Publikationen (Auswahl)
- A History of Bibliographic Classification in China. In: The Library Quarterly. vol. 22, 4. 1952: S. 307–324. jstor = 4304148 doi = 10.1086/617916
- Western Impact on China through Translation. In: The Far Eastern Quarterly. vol. 13, 3. 1954: S. 305–327. jstor = 2942281 doi = 10.2307/2942281
- mit G. Raymond Nunn: Far Eastern Resources in American Libraries. University of Chicago, Chicago 1959.
- First Chinese-American Exchange of Publications. In: Harvard Journal of Asiatic Studies. vol. 25, 1964: S. 19–30. jstor = 2718337 doi = 10.2307/2718337
- Current Status of East Asian Collections in American Libraries. In: Journal of Asian Studies. ceal.lib.ku.edu 1975.
- Science and Civilisation in China: Volume 5, Chemistry and Chemical Technology, Part 1, Paper and Printing. Cambridge University Press, Cambridge 1985. google books ISBN 978-0-521-08690-5
- Collected Writings on Chinese Culture. Chinese University Press 2011. google books ISBN 978-962-996-422-1
- Written on Bamboo and Silk: The Beginnings of Chinese Books and Inscriptions. University of Chicago Press 2013. ISBN 978-0-226-81416-2 (2nd edition, mit Edward Shaughnessy).